# Ismail (profeet)

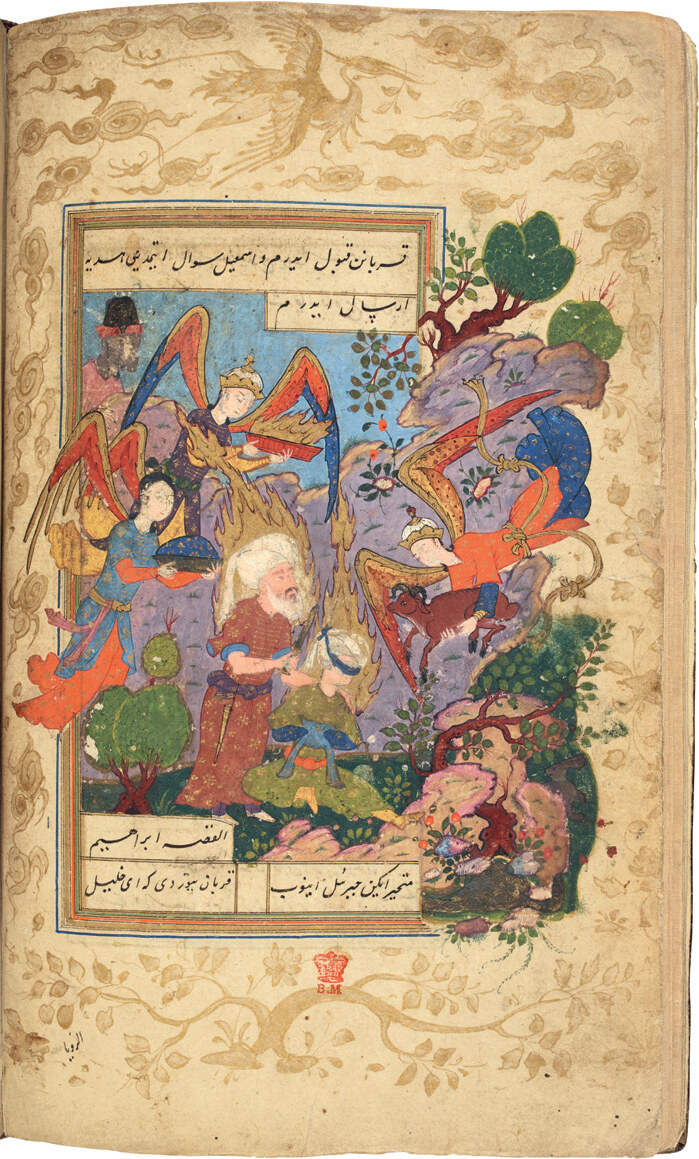
Abraham offert zijn zoon. Uit het Turkse 16e- of 17e-eeuwse boek Hadikat as-Suada

Ismail, Ismaël of Isma'il (Arabisch: إسماعيل) is in de islam een profeet en boodschapper die door God werd gezonden naar het volk van de Hidjaz. Ismail is een van de profeten wier naam in de Koran voorkomt. Ismail is in het jodendom bekend als Yishma'el en in het christendom als Ismaël.
Volgens de islamitische traditie en Arabische genealogen was Ismail de voorvader van het Arabische volk en tevens de voorvader (via Kedar en Adnan) van Mohammed.
Ismail was de eerstgeboren (wettige) zoon van Ibrahim, die hij bij zijn vrouw Hagar kreeg. Na de dood van zijn vader kreeg Ismail van God het profeetschap. 
Op bevel van God werden Ismail en zijn moeder Hagar naar de woestijn op het Arabisch schiereiland gestuurd, volgens de traditie naar de Hidjaz. Ismail en zijn moeder kwamen zonder drinkwater terecht in Mekka. Het vertwijfelde heen en weer rennen van Hagar uitkijkend naar eventuele voorbijtrekkende karavanen, terwijl Ismail huilend op de grond lag, leidde tot het op miraculeuze wijze ontspringen van een waterbron op de plek waar Ismail met zijn voeten in het zand wreef. Deze bron heet Zamzam en bevindt zich nu onder de grote moskee van Mekka, waar ook de Ka'aba staat. Het heen en weer hollen tussen twee punten (as-safaa en al-marwaa), naar het voorbeeld van Hagar, is een van de verplichte rituelen uitgevoerd tijdens de oemrah en hadj.
Volgens de islam werd Ismail op Gods bevel bijna geofferd door Ibrahim, maar op het allerlaatst gered. In de Hadith wordt Ismail als offerzoon bij name genoemd door Mohammed, terwijl de Koran de offerzoon niet bij naam noemt. De bereidheid van Ibrahim om zijn zoon aan God te offeren wordt door moslims elk jaar gevierd tijdens het Offerfeest. Binnen de islam wordt hij ook wel "Zebihatullah" genoemd, hetgeen "Gods offer" betekent.
De profeet Ismail groeide op in het gebied dat nu Mekka heet en leerde daar boogschieten, jagen en het temmen van paarden. Hij was een zeer vaardig boogschutter en kon prachtig Arabisch spreken. Hij verkondigde 50 jaar lang de leer en de boodschap van zijn vader aan de bevolking van Mekka. Slechts weinig mensen geloofden in zijn boodschap. Binnen de islam wordt aangenomen dat de boodschap van Ismail na diens dood wel geleidelijk door het Mekkaanse volk werd aanvaard. Dit wordt gedacht, omdat vele eeuwen vóór de geboorte van Mohammed de Mekkaanse polytheïsten de Ka'aba als een heiligdom eerden.
Ismail trouwde met een vrouw uit het volk die Mekka voor het eerst bewoonde. Niet lang na dit huwelijk overleed zijn moeder Hagar. Ismail hielp uiteindelijk zijn vader om de Ka'aba te herbouwen in Mekka, die eerder door de profeet Adam was gebouwd, maar was verwoest tijdens de zondvloed die Nuh overleefde.
Er zijn ook wonderen bekend die Ismail met Gods toestemming tot stand bracht. Zo kreeg hij een keer bezoek van 200 mensen uit Jemen, maar kon hun niets geven omdat hij thuis niets had en werd hierop verlegen. Hij bad tot God en al het zand bij hem werd ineens meel. Na zijn gebed werden schaapswollen ineens zijde (van stof) en vermeerderde het in aantal. Ook kwamen er na zijn gebed talloze vruchten aan struiken die voorheen niets voortbrachten.

## Dood
Vlak vóór zijn overlijden riep Ismail zijn broer Ishaq bij zich en huwde zijn dochter met diens zoon Iys. Daarna gaf hij aan Ishaq bepaalde adviezen. Volgens overleveringen stierf Ismail 40 jaar na de dood van zijn vader op een leeftijd van 137 jaar. Hij zou naast zijn moeder begraven zijn.
Moslims geloven dat Ismail vlak bij de Ka'aba is begraven op de grond van de Al-Masjid al-Haram.

## Koran
Met name de soera's De Koe, Het Geslacht van Imraan, De Vrouwen, Het Vee, Abraham, Maria, en De Profeten geven informatie over de profeet Ismail.